# ساغو بونديباي

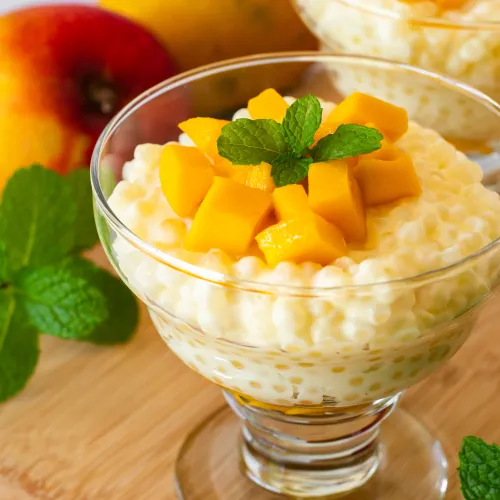
ساغو بونديباي بالمانجو

طبق الساغو بونديباي أو ساجو بونديباي أو بودنغ الساغو هو واحد من أبرز الاطباق الذي تشتهر به جزر المالديف وهو من الأطباق النشوية الصغيرة التي تعتبر من المكونات الرئيسية للرجيم، وهو طبق مشتق من اللب الإسفنجي لسيقان النخيل الاستوائية، وهو محشو بحليب جوز الهند بالإضافة إلى الهيل والورد، وتغمس في حليب كريمي مكثف، ويعتبر هذا الطبق حلوى، وهو واحد من أفضل الأطعمة النباتية في جزر المالديف.

## وصفها
الساغو بونديباي هو واحد من أكثر الحلويات شهية في [جزر المالديف، إنه في الأساس يحتوي على ساغو مطبوخ بالحليب أو الماء، قوامه ناعمة وخفيفة ورقيقة وطعمه فاتح للشهية، الساغو فيه عبارة عن كرات صغيرة مطبوخة في الحليب وترتفع فيه، الساغو هو نوع من النشا يتم استخراجه من أنواع مختلفة من أشجار النخيل الاستوائية، والساغو هو المكون الرئيسي للطبق، الجزء المهم من الطبق هو أنه لا ينبغي طهي الساغو أكثر من اللازم، إذا طهيت أكثر من اللازم ستصبح كتلة وتفسد مذاقها وشكلها، بودنغ الساغو ثقيل وسميك جدًا، ويحب الناس تناوله كوجبة إفطار ووجبة خفيفة وحلوى. يمكنك تقديم هذا في أي مناسبة مثل الحفلات أو التجمعات أو حتى في حفلات الزفاف، مذاقه ليس حلوًا جدًا، فهو يحتوي على كمية مثالية من السكر. يمكنك تزيينه ببعض الفواكه الطازجة والعسل وصقيل الشوكولاتة والفراولة والأعشاب الطازجة، وهذا الطبق متوفر في جميع المطاعم في جزر المالديف، ويحب بعض الناس تناوله ساخن.

## طريقة تحضيرها
احضري 7 أكواب من الماء حتى الغليان، أضيفي بذور الساغو ببطء مع التحريك، ثم اطبخي حتى تصبح البذور شفافة مع وجود نقطة بيضاء صغيرة جدًا في المنتصف، ومن ثم صفيها واشطفها بالماء البارد حتى يتم غسل النشا بالكامل، أضيفي الكؤوس الثلاثة المتبقية من الماء واضيفي أوراق الباندان والسكر والهيل واغلي بذور الساغو لمدة 30 دقيقة، وثم يضاف ماء الورد والحليب المكثف المحلى. ينضج لمدة 5 دقائق، وآخيرا يمكنك تقدميها دافئة أو مبردة، ملاحظة يمكنك إضافة بضع قطرات من ألوان الطعام لمنح هذا الطبق اللون الذي تحبه.